# Germán Varón
Germán Varón Cotrino (Bogotá, Colômbia, 6 de julho de 1964) é um político e advogado colombiano. Em 2014 foi eleito Senador da Colômbia. É membro do Partido Cambio Radical.